# Балахонцево (Псковская область)
Балахонцево — деревня в Опочецком районе Псковской области России. Входит в состав Звонской волости.
Численность населения по состоянию на 2000 год составляла 22 человека, на 2012 год — 5 человек.

## География
Деревня находится в юго-западной части Псковской области, в зоне хвойно-широколиственных лесов, вблизи федеральной трассы Р-23, к западу от озера Кутсо, на расстоянии примерно 18 километров (по прямой) к юго-востоку от города Опочки, административного центра района.

### Климат
Климат характеризуется как умеренно континентальный, влажный. Средняя многолетняя температура самого холодного месяца (января) составляет −7,3 °С (абсолютный минимум — −42 °C), средняя температура самого тёплого (июля) — 18°С (абсолютный максимум — 36 °C). Продолжительность безморозного периода составляет в среднем 137 дней. Среднегодовое количество осадков — 562 мм, из которых 405 мм выпадает в период с апреля по октябрь.

## Население
| 2001 | 2002 | 2010 | 2013 | 2014 | 2015 |
| ---- | ---- | ---- | ---- | ---- | ---- |
| 22   | ↘19  | ↘8   | ↘5   | ↘4   | →4   |
| 2016 |      |      |      |      |      |
| ↘2   |      |      |      |      |      |